# Criodion pilosum
Criodion pilosum är en skalbaggsart som beskrevs av Lucas 1859. Criodion pilosum ingår i släktet Criodion och familjen långhorningar. Inga underarter finns listade i Catalogue of Life.